# Liste des titres musicaux numéro un en Suisse en 2010
Cette page liste les titres numéro un au Swiss Music Charts en 2010.

## Chart
| Semaine      | Single                           | Single                      | Album                            | Album                   |
| Semaine      | Titre                            | Artiste                     | Titre                            | Artiste                 |
| ------------ | -------------------------------- | --------------------------- | -------------------------------- | ----------------------- |
| 3 janvier    | Monday Morning                   | Melanie Fiona               | The Element of Freedom           | Alicia Keys             |
| 10 janvier   | Monday Morning                   | Melanie Fiona               | The Fame                         | Lady Gaga               |
| 17 janvier   | Russian Roulette                 | Rihanna                     | The Fame                         | Lady Gaga               |
| 24 janvier   | Tik Tok                          | Kesha                       | The Fame                         | Lady Gaga               |
| 31 janvier   | Tik Tok                          | Kesha                       | The Fame                         | Lady Gaga               |
| 7 février    | Tik Tok                          | Kesha                       | The Fame                         | Lady Gaga               |
| 14 février   | Tik Tok                          | Kesha                       | The Fame                         | Lady Gaga               |
| 21 février   | Tik Tok                          | Kesha                       | Soldier of Love                  | Sade                    |
| 28 février   | Tik Tok                          | Kesha                       | Small Lights In The Dark         | Lunik                   |
| 7 mars       | Tik Tok                          | Kesha                       | Small Lights In The Dark         | Lunik                   |
| 14 mars      | Replay                           | Iyaz                        | Hoodoo                           | Krokus                  |
| 21 mars      | Tik Tok                          | Kesha                       | A Curious Thing                  | Amy Macdonald           |
| 28 mars      | Tik Tok                          | Kesha                       | A Curious Thing                  | Amy Macdonald           |
| 4 avril      | Alors on danse                   | Stromae                     | A Curious Thing                  | Amy Macdonald           |
| 11 avril     | Alors on danse                   | Stromae                     | 1983                             | Sophie Hunger           |
| 18 avril     | Alors on danse                   | Stromae                     | A Curious Thing                  | Amy Macdonald           |
| 25 avril     | Alors on danse                   | Stromae                     | A Curious Thing                  | Amy Macdonald           |
| 2 mai        | Don't Believe                    | Mehrzad Marashi             | Iron Man 2                       | AC/DC                   |
| 9 mai        | Alors on danse                   | Stromae                     | HomeRekords                      | Züri West               |
| 16 mai       | Break Your Heart                 | Taio Cruz feat. Ludacris    | Iron Man 2                       | AC/DC                   |
| 23 mai       | Wavin' Flag                      | K'Naan                      | 2010                             | DJ Antoine              |
| 30 mai       | Wavin' Flag                      | K'Naan                      | Für dich immer noch Fanta Sie    | Die Fantastischen Vier  |
| 6 juin       | Wavin' Flag                      | K'Naan                      | The House                        | Katie Melua             |
| 13 juin      | Satellite                        | Lena                        | To the Sea                       | Jack Johnson            |
| 20 juin      | Wavin' Flag                      | K'Naan                      | The House                        | Katie Melua             |
| 27 juin      | Waka Waka (This Time for Africa) | Shakira feat. Freshlyground | The House                        | Katie Melua             |
| 4 juillet    | Helele                           | Velile & Safri Duo          | Recovery                         | Eminem                  |
| 11 juillet   | Helele                           | Velile & Safri Duo          | Recovery                         | Eminem                  |
| 18 juillet   | Waka Waka (This Time for Africa) | Shakira feat. Freshlyground | Recovery                         | Eminem                  |
| 25 juillet   | Waka Waka (This Time for Africa) | Shakira feat. Freshlyground | Recovery                         | Eminem                  |
| 1er août     | Waka Waka (This Time for Africa) | Shakira feat. Freshlyground | Recovery                         | Eminem                  |
| 8 août       | We No Speak Americano            | Yolanda Be Cool             | Recovery                         | Eminem                  |
| 15 août      | We No Speak Americano            | Yolanda Be Cool             | Recovery                         | Eminem                  |
| 22 août      | We No Speak Americano            | Yolanda Be Cool             | Recovery                         | Eminem                  |
| 29 août      | We No Speak Americano            | Yolanda Be Cool             | The Final Frontier               | Iron Maiden             |
| 5 septembre  | We No Speak Americano            | Yolanda Be Cool             | Recovery                         | Eminem                  |
| 12 septembre | Legändä & Heldä                  | Bligg                       | The greatest hits session        | Bellamy Brothers & Golä |
| 19 septembre | Love the Way You Lie             | Eminem & Rihanna            | The greatest hits session        | Bellamy Brothers & Golä |
| 26 septembre | Love the Way You Lie             | Eminem & Rihanna            | A Thousand Suns                  | Linkin Park             |
| 3 octobre    | Love the Way You Lie             | Eminem & Rihanna            | The greatest hits session        | Bellamy Brothers & Golä |
| 10 octobre   | Love the Way You Lie             | Eminem & Rihanna            | The greatest hits session        | Bellamy Brothers & Golä |
| 17 octobre   | Love the Way You Lie             | Eminem & Rihanna            | The greatest hits session        | Bellamy Brothers & Golä |
| 24 octobre   | Heaven                           | Gotthard                    | The greatest hits session        | Bellamy Brothers & Golä |
| 31 octobre   | Loca                             | Shakira & El Cata           | Come Around Sundown              | Kings of Leon           |
| 7 novembre   | Stay the Night                   | James Blunt                 | Bart aber Herzlich               | Bligg                   |
| 14 novembre  | Loca                             | Shakira & El Cata           | Bart aber Herzlich               | Bligg                   |
| 21 novembre  | Loca                             | Shakira & El Cata           | Some Kind of Trouble             | James Blunt             |
| 28 novembre  | Loca                             | Shakira & El Cata           | Loud                             | Rihanna                 |
| 5 décembre   | Barbra Streisand                 | Duck Sauce                  | Bart aber Herzlich               | Bligg                   |
| 12 décembre  | Barbra Streisand                 | Duck Sauce                  | Heaven - Best of Ballads Part II | Gotthard                |
| 19 décembre  | The Time                         | The Black Eyed Peas         | Neui Wält                        | Baschi                  |
| 26 décembre  | The Time                         | The Black Eyed Peas         | Heaven - Best of Ballads Part II | Gotthard                |